# Las Flores (Honduras)
Las Flores è un comune dell'Honduras facente parte del dipartimento di Lempira.
Il comune venne istituito il 1º gennaio 1869.